# قواعد لونجمان للغة الإنجليزية المنطوقة والمكتوبة
قواعد لونجمان للغة الإنجليزية المنطوقة والمكتوبة، (LGSWE) هي قواعد وصفية للغة الإنجليزية بقلم دوغلاس بيبر، ستيج جوهانسون، جيفري ليش، سوزان كونراد، وإدوارد فينيجان، الذي نشرلأول مرة بواسطة لونجمان في عام 1999م. وهو مرجع وصف اللغة الإنجليزية الحديثة، وريثًا لقواعد شاملة للغة الإنجليزية (ComGEL) نُشرت في عام 1985م وسابقة لقواعد كامبردج للغة الإنجليزية (CamGEL) التي نُشرت في عام 2002م. يعتبره المؤلفون وبعض المراجعين أنه مكمل وليس بديلاً للأول لأنه يتبع - مع استثناءات قليلة (على سبيل المثال في تصنيف الظرف) - الإطار النحوي والمفاهيم من ComGEL ، والذي أيدة أيضًا حقيقة أن أحد مؤلفي LGSWE ، جيفري ليش، هو أيضًا مؤلف مشارك لـ ComGEL.[بحاجة لمصدر]
قواعد لونجمان للتحدث والمكتوبة تمثل اللغة الإنجليزية مجموعة واسعة النطاق- التركيز على القواعد النحوية في قواعدها وصف اللغة الإنجليزية بشكل رئيسي على «وظيفي تفسير النتائج الكمية»(ص. 41). هذه التفسيرات والنتائج يتم تقديمها باستمرار في جميع أنحاء الكتاب، مع التركيز على أربعة سجلات رئيسية (أساليب وظيفية)، محادثة، خيال، الأخبار والنثر الأكاديمي، أحيانًا تستكمل بأمثلة من اثنين السجلات التكميلية: النثر العام (غير خيالي) وغير محادثة الكلام (مثل المحاضرات والمواعظ). تغطية كلا الأصناف البريطانية والأمريكية اللغة الإنجليزية في كل هذه السجلات ولكن الأخيرة واحد، 1 تستند الأوصاف في LGSWE على مجموعة لغة تتجاوز 40 مليون الكلمات وعلى هذا النحو كان هذا النحو تم الإشادة به على نطاق واسع باعتباره علامة فارقة جديدة في مجموعة- الدراسات النحوية القائمة.
أثناء استهداف «طلاب اللغة الإنجليزية والباحثين» (ص 45)، تم إصدار نسخة مختصرة من القواعد في عام 2002م، قواعد لونجمان للغة الإنجليزية المنطوقة والمكتوبة، جنبًا إلى جنب مع كتاب تمرين بعنوان Longman Student Grammar of Spoken and Written English Workbook، ليتم استخدامها من قبل الطلاب في الجامعات ودورات تدريب المعلمين.